# Safwan
Safwan (arabiska: صفوان) en stad i sydöstra Irak på gränsen till Kuwait.  Tidigare platsen för en flygbas för Iraks flygvapen.

## Kuwaitkriget 1991
Safwan ligger i södra Irak vid gränsen till Kuwait, längs med vad som kallades Dödens motorväg under Kuwaitkriget 1991.
En FN-koalition ledd av USA hade efter sex veckor tvingat Irak att lämna Kuwait. Efter tre dagars markstrider blev det eldupphör den 28 februari 1991. Amerikanerna föreslog att vapenstilleståndsförhandlingar skulle hållas på ett flygfält vid Safwan i Irak. När den amerikanske generalen Norman Schwarzkopf föreslog platsen visste han inte att just det området inte hölls av koalitionsstyrkorna. Eldupphöret till trots tvingade amerikanerna irakierna att lämna området den 1 mars. Den 3 mars hålls vapenstilleståndsförhandlingar på flygfältet.
Valet av platsen, Safwan inne i Irak, skulle signalera Iraks nederlag, samtidigt som koalitionen kunde hantera den egna säkerheten på sina egna villkor. Irakierna insisterade på att förhandlingarna skulle hållas i Basra.
Koalitionens delegation leddes av general Norman Schwarzkopf och generallöjtnant Khalid bin Sultan från Saudiarabien som ledde de arabiska styrkorna i koalitionen. Irakierna representerades av Sultan Hashim Ahmad, stabschef vid försvarsdepartementet och generallöjtnant Sala Abud Mahmud, befälhavare för Iraks 3:e kår.
Denna artikel är delvis baserad på engelska Wikipedias motsvarande artikel